# The Nothing
The Nothing (englisch für „das Nichts“) ist das 13. Studioalbum der US-amerikanischen Nu-Metal-Band Korn. Es wurde am 13. September 2019 über das Label Roadrunner Records veröffentlicht.

## Produktion
Bei The Nothing fungierte der US-amerikanische Musikproduzent Nick Raskulinecz als Produzent, der auch schon das Vorgängeralbum The Serenity of Suffering produzierte.

## Covergestaltung
Das Albumcover ist in Schwarz-weiß gehalten und zeigt eine aus Schnüren bestehende Puppe, die von der Decke hängt. Links oben im Bild befinden sich die schwarzen Schriftzüge Korn und The Nothing. Der Hintergrund ist grau gehalten.

## Titelliste
| #  | Titel                       | Länge |
| -- | --------------------------- | ----- |
| 1  | The End Begins              | 1:30  |
| 2  | Cold                        | 3:45  |
| 3  | You’ll Never Find Me        | 3:40  |
| 4  | The Darkness Is Revealing   | 3:40  |
| 5  | Idiosyncrasy                | 4:38  |
| 6  | The Seduction of Indulgence | 1:42  |
| 7  | Finally Free                | 3:53  |
| 8  | Can You Hear Me             | 2:52  |
| 9  | The Ringmaster              | 3:00  |
| 10 | Gravity of Discomfort       | 3:34  |
| 11 | H@rd3r                      | 4:47  |
| 12 | This Loss                   | 4:41  |
| 13 | Surrender to Failure        | 2:21  |

## Chartplatzierungen und Singles
The Nothing stieg am 20. September 2019 auf Platz sechs in die deutschen Albumcharts ein und konnte sich sechs Wochen in den Top 100 halten.
Am 25. Juni 2019 wurde das Lied You’ll Never Find Me als erste Single veröffentlicht. Die zweite Auskopplung Cold erschien am 2. August, bevor der Song Can You Hear Me am 6. September 2019 folgte. Zu You’ll Never Find Me, Can You Hear Me und Finally Free wurden auch Musikvideos gedreht.

## Rezeption
The Nothing wurde von professionellen Musikkritikern größtenteils positiv bewertet. So erreichte es auf Metacritic eine Durchschnittsbewertung von 83 %, basierend auf sechs Rezensionen englischsprachiger Medien.
Olaf Schmidt von laut.de bewertete The Nothing mit vier von möglichen fünf Punkten. Er bezeichnet es als „ein Best-Of-Album voll neuer Songs,“ die „bekannt und gleichzeitig frisch klingen.“ So enthielten sie musikalische Elemente diverser früherer Lieder der Band, gepaart mit „einprägsamen Refrains und griffigen Riffs.“ Auf einigen Titeln probiere Jonathan Davis gesanglich aber auch „durchaus neue Dinge“ aus.